# مرگ بر روی نیل (فیلم ۱۹۷۸)
مرگ بر روی نیل (انگلیسی: Death on the Nile) فیلمی در ژانر جنایی به کارگردانی جان گیلرمین است که در سال ۱۹۷۸ منتشر شد.

## بازیگران
- پیتر اوستینوف
- لویس چلیز
- میا فارو
- بت دیویس
- جرج کندی
- مگی اسمیت
- آنجلا لنسبوری
- الیویا هاسی
- دیوید نیون
- جان فینچ
- جک واردن
- جین برکین
- سام وانامیکر
- سایمن مک‌کورکیندل